# Eliminationstechnik
Die Eliminationstechnik ist eine Technik, die im Holzschnitt verwendet wird, um einen Mehrfarbendruck von einer einzigen Platte zu ermöglichen.
Die Platte wird dazu beschnitten, eine Farbe gedruckt, dann wird die Platte weiter bearbeitet, um die nächste Farbe zu drucken. Die anspruchsvolle Technik erlaubt keine Probeabzüge des Endresultates und muss daher sorgfältig geplant werden. Dies gilt auch für den Einsatz der Farben, wobei gewöhnlich die Reihenfolge der zu druckenden Farben von hell nach dunkel ist. 
Diese Druck-Technik wird auch Verlorene Form oder Verlorener Stock genannt. 